# Nishi (köpinghuvudort i Kina, Hunan Sheng, lat 29,94, long 110,78)
Nishi (kinesiska: 泥市, 壶瓶山, 壶瓶山镇) är en köpinghuvudort i Kina. Den ligger i provinsen Hunan, i den södra delen av landet, omkring 290 kilometer nordväst om provinshuvudstaden Changsha. Antalet invånare är 25 947. Befolkningen består av 12 040 kvinnor och 13 907 män. Barn under 15 år utgör 11,0 %, vuxna 15-64 år 74 %, och äldre över 65 år 13,0 %.
Runt Nishi är det ganska tätbefolkat, med 172 invånare per kvadratkilometer. Nishi är det största samhället i trakten. I omgivningarna runt Nishi växer i huvudsak blandskog.
Genomsnittlig årsnederbörd är 1 698 millimeter. Den regnigaste månaden är september, med i genomsnitt 277 mm nederbörd, och den torraste är december, med 17 mm nederbörd.